# العلم بلا حدود
العلم بلا حدود (بالبرتغالية: Ciência sem Fronteiras‏) (علم بلا حدود) هو برنامج بحث وتبادل تم إنشاؤه في 26 يوليو 2011، من قبل الحكومة الفيدرالية البرازيلية لتشجيع المنح الدراسية للمشاريع العلمية في الخارج.
الهدف الرئيسي للبرنامج هو توزيع المنح الدراسية للطلاب من جميع المستويات في التخصصات ذات الصلة بالعلوم والتكنولوجيا والهندسة والرياضيات لبرامج التبادل الدولي. هدف الحكومة الفيدرالية البرازيلية من تمويل البرنامج هو جذب علماء من دول أخرى إلى البرازيل من أجل تحفيز البحث والابتكار في العلوم والتكنولوجيا في البرازيل.
ويهدف البرنامج إلى توفير 101.000 منحة دراسية بحلول عام 2015.